# 금주를 부탁해
《금주를 부탁해》는 2025년 5월 12일부터 2025년 6월 17일까지 방송된 tvN 월화 드라마다.

## 기획 의도
지극히 상식적인 애주가라고 자평하던 한 여자가 술을 증오하는 첫 사랑과 재회하며 금주에 도전하는 맨정신 사수 로맨스

## 제작진

### 제작사
- 하우픽쳐스

### 제작
- 박진형
- 손재성

### 극본
- 명수현
- 전지현

### 연출
- 장유정 : 뮤지컬 《이》(드라마 트루그/가사), 뮤지컬 《러브퀄트》(작/연출), 뮤지컬 《송산야화》(대본), 뮤지컬 《송산야화》(대본), 뮤지컬 《오! 당신이 잠든사이》(연출), 뮤지컬 《김종욱 찾기》(대본/작사), 뮤지컬 《이》(작사), 뮤지컬 《김종욱 찾기》(대본/작사/연출), 뮤지컬 《오! 당신이 잠든사이》(연출), 뮤지컬 《오! 당신이 잠든사이》(연출), 뮤지컬 《오! 당신이 잠든사이》(연출), 연극 《멜로 드라마》(연출), 뮤지컬 《김종욱 찾기》(대본/작사), 뮤지컬 《형제는 용감했다》(연출/대본), 뮤지컬 《김종욱 찾기》(대본/작사), 뮤지컬 《김종욱 찾기》(대본/작사), 연극 《멜로 드라마》(연출), 뮤지컬 《형제는 용감했다》(대본/연출), 뮤지컬 《김종욱 찾기》(대본/작사), 연극 《멜로 드라마》(연출) 연출

## 등장 인물

### 주요 인물
- 최수영 : 한금주 역 - 국내 1위 자동차 그룹 정비사, 광옥과 정수의 딸. 의준과 선욱의 고등학교 동창. 우리와 나라의 이모.
- 공명 : 서의준 역 - 보천보건지소 보건소장(정신과 전문의), 금주와 선욱의 고등학교 동창.
- 김성령 : 김광옥 역 - 현주와 금주의 어머니, 정수의 아내. 우리와 나라의 외할머니.
- 김상호 : 한정수 역 - 현주와 금주의 아버지, 광옥의 남편. 우리와 나라의 외할아버지.
- 조윤희 : 한현주 역 - 금주의 언니, 우리와 나라의 어머니. 정수와 광옥의 딸.
- 강형석 : 봉선욱 역 - 보천 태권도 관장, 금주와 의준의 고등학교 동창.

### 보천보건지소
- 배해선 : 백혜미 역 - 보천보건지소 간호사
- 이태율 : 영롱 역 - 보건지소 물리치료사, 금주의 고등학교 후배.

### 보천수호마을주민들
- 김보정 : 봉선화 역 - 선욱의 누나
- 박강섭 : 이영웅 역 - 보천카센터 기술자, 선욱의 친구.
- 김민채 : 이화영 역 - 선화와 영웅의 딸, 선욱의 조카.
- 이중옥 : 기범 부 역 - 보천숯불갈비
- 김현숙 : 기범 모 역 - 보천숯불갈비
- 손상규 : 영웅 부 역 - 영웅슈퍼가맥, 선화의 시아버지. 화영의 친할아버지. 영웅의 아버지.
- 주인영 : 영웅 모 역 - 영웅슈퍼가맥, 선화의 시어머니, 화영의 친할머니. 영웅의 어머니.

### 그 외 인물
- 김태오 : 김 사범 역
- 염승이 : 최미연 역
- 유의태 : 김주엽 역
- 전진오 : 김수석 역
- 박도준 : 한우리 역 - 현주의 아들, 금주의 조카. 나라의 일란성 쌍둥이 형. 정수와 광옥의 외손자.
- 이시준 : 한나라 역 - 현주의 아들, 우리의 일란성 쌍둥이 동생. 금주의 조카. 정수와 광옥의 외손자.
- 강한들 : 주엽의 신부 역
- 미상 : 서의준의 강연 영상을 지켜보던 의문의 남성 역
- 미상 : 비서실 동기 역
- 미상 : 서동훈 역 - 서의준의 아버지.
- 미상 : 금주를 임신으로 몰아갔던 상사 역
- 미상 : 서의준의 할머니 역
- 미상 : 간호사 역
- 미상 : 서의준에게 앙심을 품은 환자 역
- 미상 : 요양원 직원 역
- 미상 : 서동훈이 수감 중 도움을 받았다는 여성 역
- 미상 ; 서동훈으로 인해 목숨을 잃은 간호사의 어머니 역
- 미상 : 스님 역
- 미상 : 서의준의 할머니 역

## 참고 사항
- 최민호, 조한결, 신용석은 JTBC 토일 드라마 〈가족X멜로〉 이후 1년 만에 다시 만나 캐스팅 됐다.
- 공명, 이중옥은 영화 극한 직업 이후 6년 만에 다시 만나 캐스팅 됐다.
- 공명, 명수현 작가는 tvN 월화 드라마 〈혼술남녀〉 이후 9년 만에 다시 만났다.

## 같이 보기
- 대한민국의 텔레비전 드라마 목록 (ㄱ)
- 2025년 대한민국의 텔레비전 드라마 목록